# Pidonia occipitalis
Pidonia occipitalis är en skalbaggsart som först beskrevs av J. Linsley Gressitt 1935.  Pidonia occipitalis ingår i släktet Pidonia och familjen långhorningar.
Artens utbredningsområde är Taiwan. Inga underarter finns listade i Catalogue of Life.